# Hausen im Wiesental
Hausen im Wiesental település Németországban, azon belül Baden-Württembergben. Lakosainak száma 2385 fő (2023. december 31.).

## Népesség
A település népessége az elmúlt években az alábbi módon változott:
| Lakosok száma | 1872 | 1950 | 2180 | 2230 | 2205 | 2282 | 2365 | 2408 | 2349 | 2385 |
|               | 1961 | 1967 | 1974 | 1980 | 1987 | 1993 | 2000 | 2006 | 2013 | 2023 |